# Javier Augusto Del Río Alba
Javier Augusto del Río Alba (Lima, 22 de dezembro de 1957) é arcebispo de Arequipa, Peru.

## Biografia
Nasceu na cidade de Lima em 22 de dezembro de 1957. Estudou no Colégio “La Salle” daquela cidade (1963–1973) e cursou Direito na Pontifícia Universidade Católica do Peru (1974–1979).
Em 1987, ingressou no Seminário Missionário Diocesano Redemptoris Mater y Juan Pablo II, em Callao, sendo ordenado sacerdote em 22 de novembro de 1992 pelo Arcebispo – Bispo de Callao S. Ex.ª Dom Ricardo Durand Flórez.
É Doutor em Teologia pela Pontifícia Universidade Gregoriana e licenciado em Direito Canônico pela Pontifícia Universidade São Tomás de Aquino, ambas em Roma. Escreveu livros e diversos artigos em revistas especializadas, além de proferir inúmeras conferências no Peru e no exterior.
Na Diocese de Callao, Monsenhor Del Río foi Reitor do Seminário Diocesano "Corazón de Cristo", Pároco da Paróquia "Maria Auxiliadora", membro do Conselho Presbiteral e do Colégio de Consultores, vice-presidente do Conselho Pastoral e da Cáritas Callao, coordenador da Comissão Diocesana para os Leigos, vigário geral do Bispo de Callao, promotor do colégio "Virgen de la Esperanza", primeiro reitor da Faculdade de Teologia "Redemptoris Mater" e presidente do "Desenvolvimento Integral de Nuevo Fundação Pachacútec", entre outros serviços.
Também foi Chefe da Equipe Itinerante do Caminho Neocatecumenal na Arquidiocese de Ayacucho e no Vicariato Apostólico de Yurimaguas, Assessor Espiritual da União Cristã de Empresários do Peru - UCDE e membro do Conselho Diretor da Fundación Ciudad de Papel.

## Episcopado
Em 12 de outubro de 2004, Sua Santidade João Paulo II o nomeou Bispo Titular da Diocese de Phelbes (Egito) e Auxiliar da Diocese de Callao. Foi ordenado Bispo em 21 de novembro de 2004 por SE Monsenhor Miguel Irizar Campos, CP, Bispo de Callao.
O Papa Bento XVI o nomeou Arcebispo Coadjutor de Arequipa, cuja sede tomou posse em 20 de agosto de 2006. Desde 21 de outubro do mesmo ano é Arcebispo Metropolitano de Arequipa, sucedendo a José Paulino Ríos Reynoso, que renunciou por doença.
Na Conferência Episcopal Peruana, Monsenhor Del Río ocupou diversos cargos: Secretário Adjunto, Vice-Presidente da Comissão Episcopal para Seminários e Vocações, Presidente da Comissão Episcopal para o Apostolado dos Leigos e membro do Conselho de "Promotor da Solidariedade". Em dois períodos foi Vice-Presidente da mesma Conferência Episcopal e de 2006 a 2014 foi membro de seu Conselho Permanente. Atualmente é também membro do Conselho Permanente e da Comissão Jurídica, bem como da Assembleia Sacerdotal de Solidariedade de Santa Rosa e sua Comissão de Supervisão.
No Vaticano, Dom Del Río foi membro do Conselho Internacional para a Catequese (2012-2018). Atualmente é presidente do Conselho de Administração da Fundación Pontificia Populorum Progressio e membro do Dicastério para o Serviço de Desenvolvimento Humano Integral criado pelo Papa Francisco em 2017. Participou como delegado da Conferência Episcopal Peruana na XII Assembleia Geral Ordinária do Sínodo dos Bispos (2008) e na visita do Papa Francisco à Bolívia (2015). Por designação do Pontifício Conselho para os Leigos, foi Bispo Catequista na XXVI Jornada Mundial da Juventude (Madri 2011).
É membro titular da Academia Peruana de História Eclesiástica; membro honorário da Ordem dos Advogados de Arequipa, da Associação Peruana de Advogados Canônicos e do Conselho de Curadores José Luis Bustamante y Rivero, bem como membro do Comitê Inter-religioso de Arequipa, do Conselho de Autoridades de Arequipa, do Conselho de Curadores de Arequipa e do Conselho Nacional Associação Pró-Marinha do Peru; Presidente da Cáritas Arequipa, da Fundação “Nuestra Señora del Rosario” e da Fundação “Hospital de Sacerdotes de San Pedro”.
Ele também é Vice-Presidente da Missão Peruana, Inc. dos Estados Unidos da América e Embaixador da Boa Vontade de Israel.

## Distinções
Por seus méritos acadêmicos, a Pontifícia Universidade Gregoriana concedeu-lhe a medalha Saint Robert Bellarmine. A Ilustre Ordem dos Advogados de Arequipa concedeu-lhe as Medalhas de Honra ao Mérito Jurídico nos graus do Jurista Arequipeño Toribio Pacheco e do Jurista Arequipeño Francisco García Calderón y Landa, e a Universidade Nacional de San Agustín concedeu-lhe a Medalha de Ouro.
Recebeu ainda a "Medalha de Mérito Cidadão" da Presidência do Conselho de Ministros, o Reconhecimento de Caráter Nacional "Reforço do Estado Constitucional de Direito e Acesso à Justiça" do Ministério da Justiça, o Reconhecimento "Amigo das Crianças, meninas e adolescentes” do Ombudsman, a “Medalha de Ouro da Cidade” do Município Provincial de Arequipa, a Medalha de Ouro “União para o Peru”, a Medalha de Honra da Polícia Nacional do Peru, da Associação Nacional Pró Marinha de Peru, da Legião Coronel Francisco Bolognesi - Grande Marechal do Peru e da Gerência Regional de Educação de Arequipa, entre outras distinções e reconhecimentos.
Em 16 de novembro de 2017, com a aprovação da Congregação para a Educação Católica da Santa Sé, a Faculdade de Teologia "Redemptoris Mater" conferiu o título de Doutor honoris causa em Teologia Sagrada. O ato acadêmico concluiu com a lectio magistralis oferecida pelo Pároco, que pode ser lida aqui: Lectio Magistralis .
Em 13 de novembro de 2019, como parte das comemorações do 38º aniversário da Declaração sobre a Eliminação de Todas as Formas de Intolerância e Discriminação Baseadas em Religião ou Convicções, da ONU, o Conselho Inter-religioso do Peru – Religiões pela Paz e a A Igreja de Jesus Cristo dos Santos dos Últimos Dias concedeu ao Bispo Del Río a primeira edição do Prêmio Valores da Família , “por sua notável contribuição para fortalecer a família no Peru”.
Javier del Río Alba recebeu o sacramento da ordenação em 14 de dezembro de 1983 e foi incardinado no clero da diocese de Callao. Pertence ao movimento do Caminho Neocatecumenal.
Em 12 de outubro de 2004, o Papa João Paulo II o nomeou bispo titular de Phelbes e o nomeou bispo auxiliar em Callao. O Bispo de Callao, Miguel Irízar Campos CP, o ordenou episcopal em 21 de novembro do mesmo ano; Os co-consagradores foram o Arcebispo de Lima, Cardeal Juan Luis Cipriani Thorne, e o Núncio Apostólico no Peru, Dom Rino Passigato. Em 11 de julho de 2006, o Papa Bento XVI o nomeou Arcebispo Coadjutor de Arequipa. Javier del Río Alba se tornou arcebispo de Arequipa em 21 de outubro de 2006, sucedendo a José Paulino Ríos Reynoso, que renunciou por doença.
O lema episcopal "Surgite eamus" (latim: "Levante-se, vamos!", Mateus 26:46 VUL) é retirado da história da Paixão. 